# 辽藁本
辽藁本（学名：Conioselinum smithii）是伞形科山芎属的植物。分布于中国大陆的河北、山西、吉林、辽宁、山东、内蒙古和俄罗斯滨海边疆区等地，生长于海拔1,250米至2,500米的地区，常生长在草甸、林下或沟边等阴湿处，目前已由人工引种栽培。

## 别名
热河藁本

## 异名
- Ligusticum smithii
- Ligusticum jeholense (Nakai et Kitagawa) Nakai et Kitagawa in Rep.
- Ligusticum jeholense (Nakai  et Kitag.) Nakai  et Kitag. var. tenuisectum Chu

## 外部連結
- 遼藁本 Liaogaoben （页面存档备份，存于） 藥用植物圖像數據庫 (香港浸會大學中醫藥學院) （繁體中文）（英文）

1. ↑  . Plants of the World Online （英语）.
2. ↑  Pimenov, Michael G.; Kljuykov, Eugene V.; Ostroumova, Tatiana A. . Willdenowia. 2003, 33 (2): 353–377. ISSN 0511-9618. doi:10.2307/3997438.